# Мартиняк Сергій Васильович

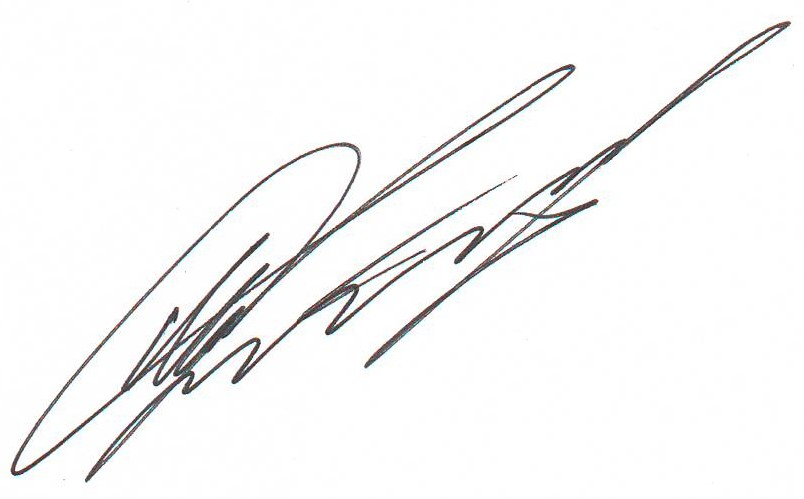
Підпис Мартиняк Сергій Васильович

Сергі́й Васи́льович Мартиня́к (нар. 4 березня 1971 р., м. Луцьк, Волинська область, Україна) — український підприємець і політик, Народний депутат України VII та VIII скликань.

## Освіта
З 1978 по 1986 навчався в Буянівській восьмирічній школі. У 1986 році вступив до політехнічного технікуму міста Новий Розділ Львівської області, у 1987 році перевівся до Рівненського автотранспортного технікуму, який закінчив у 1991 році за спеціальністю «технічне обслуговування і ремонт автомобілів та двигунів». У 2006 році закінчив Волинський державний університет імені Лесі Українки і отримав вищу освіту за напрямком підготовки «Економіка і підприємництво» та здобув кваліфікацію магістра з фінансів.

## Трудова діяльність
З 1993 року розпочав трудову діяльність як підприємець. З 1997 року займався підприємницькою діяльністю в м'ясопереробній промисловості. З метою зменшення залежності від постачальників сировини з 2000 року почав працювати над створенням виробництва із замкненим технологічним циклом. Заснував Агропромислову групу «Пан Курчак», яка включає в себе низку підприємств, що формують всю структуру виробництва.
До 2012 року працював Головою ТЗОВ "Агропромислова група «Пан Курчак».
2010—2012 роки — депутат Волинської обласної ради шостого скликання, член постійної комісії обласної ради з питань сільського господарства, продовольства, земельних відносин. У зв'язку з обранням народним депутатом України у грудні 2012 року достроково склав повноваження депутата Волинської обласної ради. Обраний депутатом Волинської обласної ради по одномандатному мажоритарному виборчому округу № 29 (Турійський район). Член постійної комісії обласної ради з питань сільського господарства, продовольства, земельних відносин.

## Парламентська діяльність
У 2012 році обраний депутатом VII скликання Верховної Ради України по одномандатному виборчому округу № 20 (Горохівський район). Позафракційний. Голова підкомітету з питань банківської діяльності комітету з питань фінансів і банківської діяльності (Комітет з питань фінансів і банківської діяльності).
У 2014 році обраний депутатом VIII скликання Верховної Ради України по одномандатному виборчому округу № 20 (Горохівський район). Позафракційний. Член Комітету з питань аграрної політики та земельних відносин.
Був одним з 59 депутатів, що підписали подання, на підставі якого Конституційний суд України скасував статтю Кримінального кодексу України про незаконне збагачення, що зобов'язувала держслужбовців давати пояснення про джерела їх доходів і доходів членів їх сімей. Кримінальну відповідальність за незаконне збагачення в Україні запровадили у 2015 році. Це було однією з вимог ЄС на виконання Плану дій з візової лібералізації, а також одним із зобов'язань України перед МВФ, закріпленим меморандумом.
Кандидат у народні депутати на парламентських виборах 2019 року (виборчий округ № 20, Горохівський, Локачинський, Луцький, Рожищенський, Турійський райони). Програв кандидату від партії «Слуга народу» Вячеславу Рубльову.

## Нагороди
- За надання фінансової допомоги монастирям та конфесіям нагороджений Орденом святого рівноапостольного князя Володимира І ступеня та Орденом преподобного Іллі Муромця II ступеня;
- 2006 — «Знак пошани» Міністерства аграрної політики України;
- 2007 — орден «За заслуги» III ступеня[6];
- 2009 — подяка Прем'єр-міністра України.